# Anotosaura
Anotosaura — рід ящірок родини гімнофтальмових (Gymnophthalmidae). Представники цього роду є ендеміками Бразилії.

## Види
Рід Anotosaura нараховує 2 види:
- Anotosaura collaris Amaral, 1933
- Anotosaura vanzolinia Dixon, 1974